# Gary City (Teksas)
Gary City je gradić u američkoj saveznoj državi Teksas. Prema popisu stanovništva iz 2010. u njemu je živjelo 311 stanovnika.